# Perrottetia sandwicensis
Perrottetia sandwicensis är en tvåhjärtbladig växtart som beskrevs av Asa Gray.
Perrottetia sandwicensis ingår i släktet Perrottetia och familjen Dipentodontaceae. Inga underarter finns listade i Catalogue of Life.

## Bildgalleri

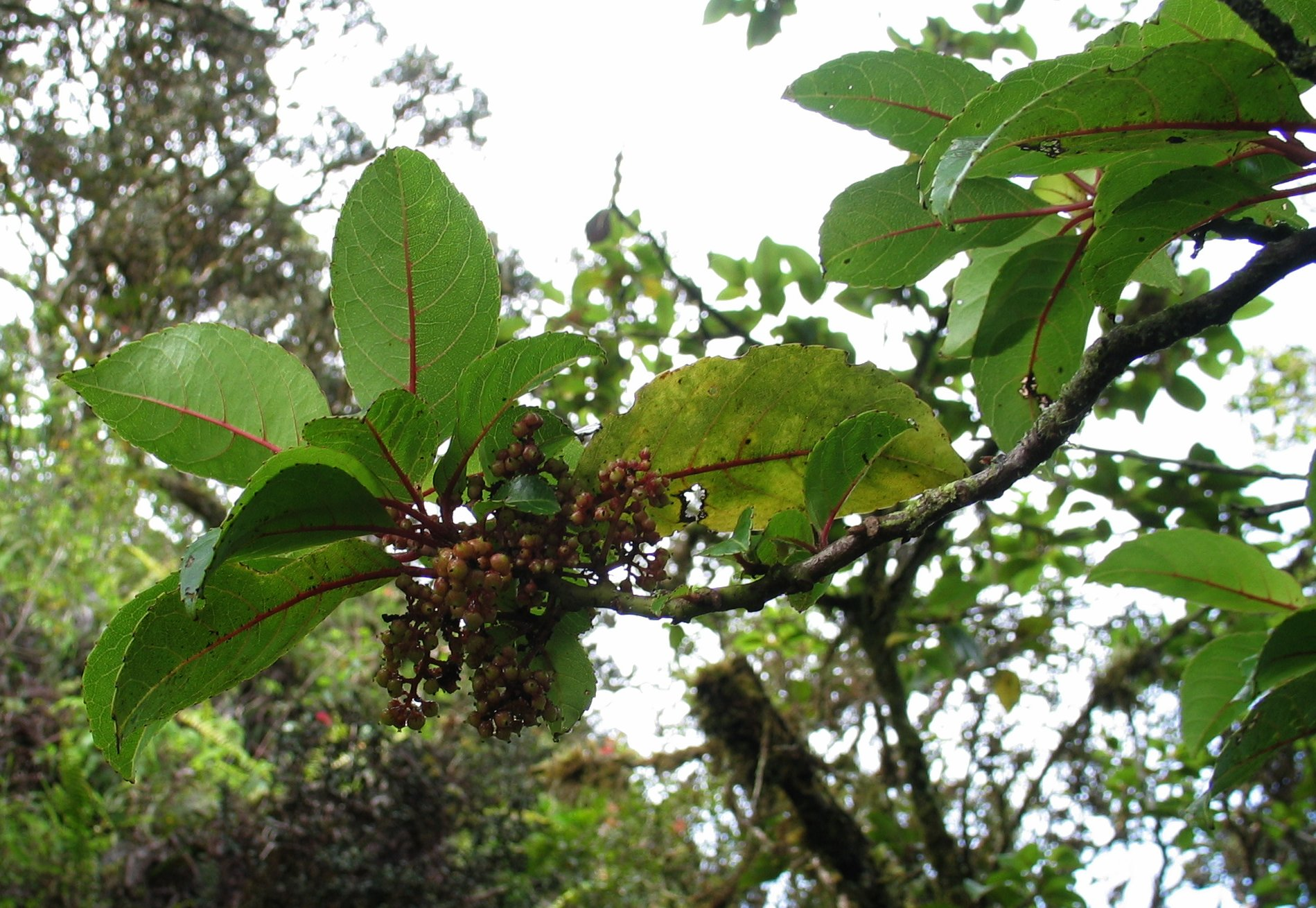
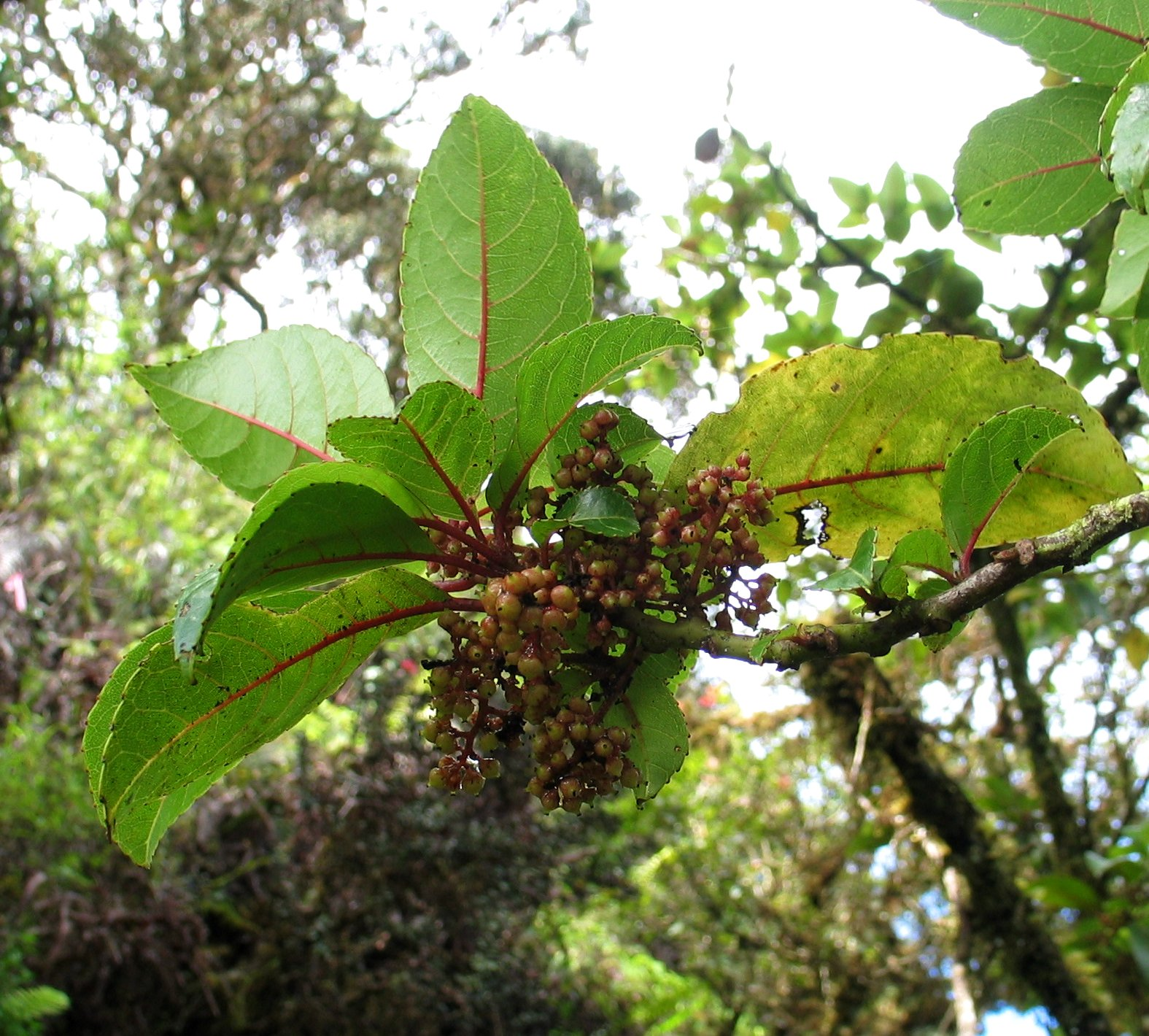
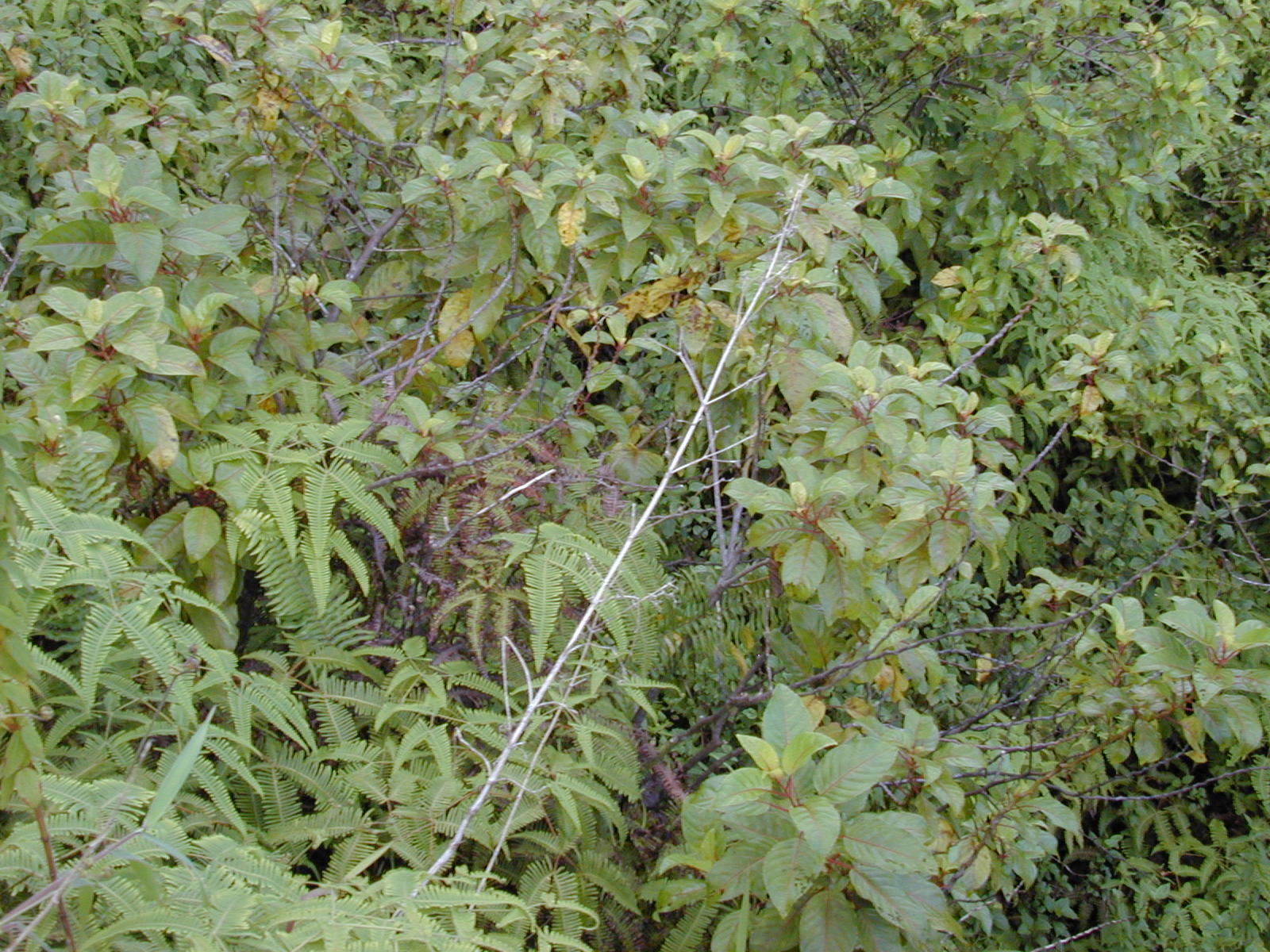
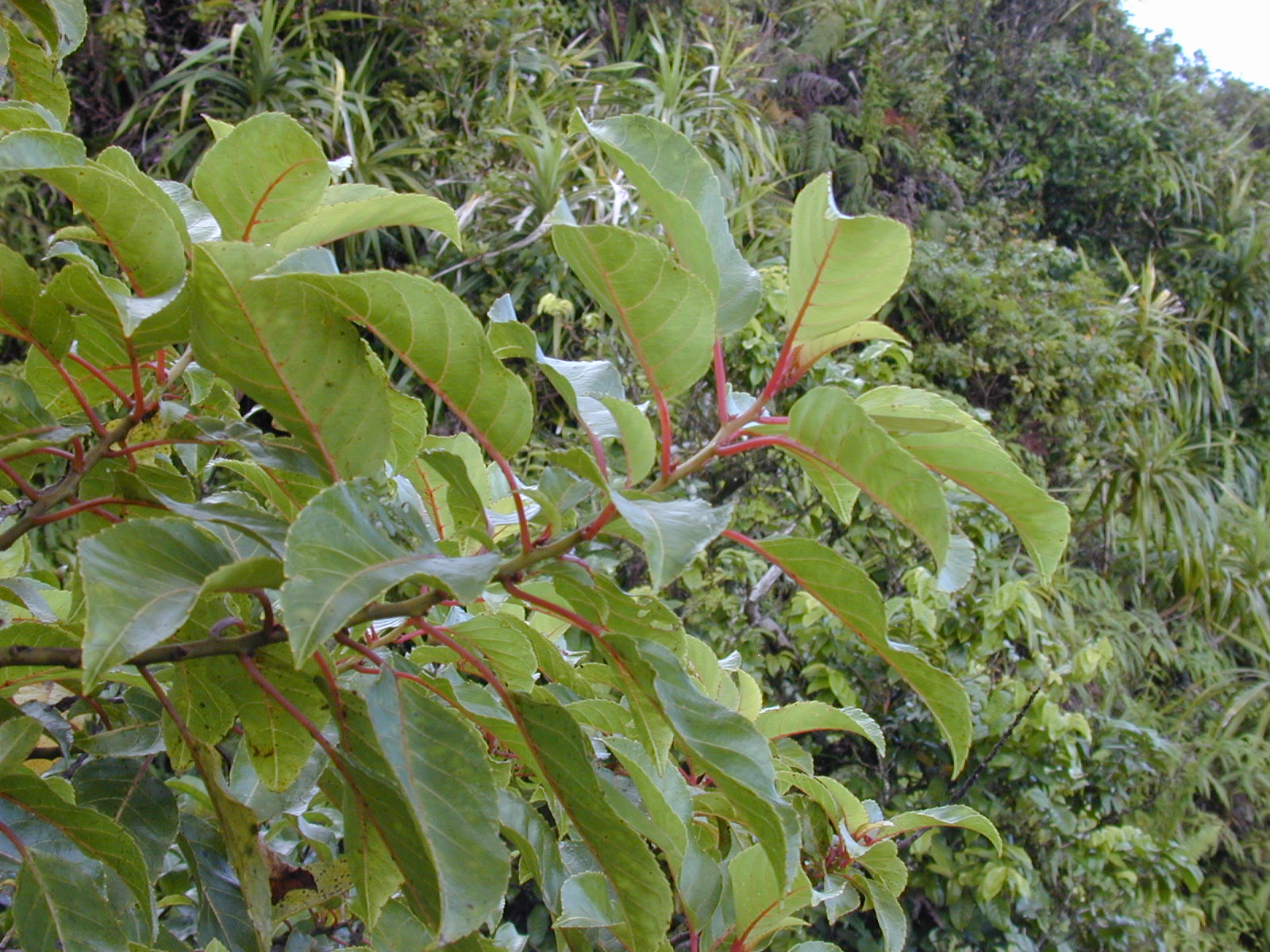
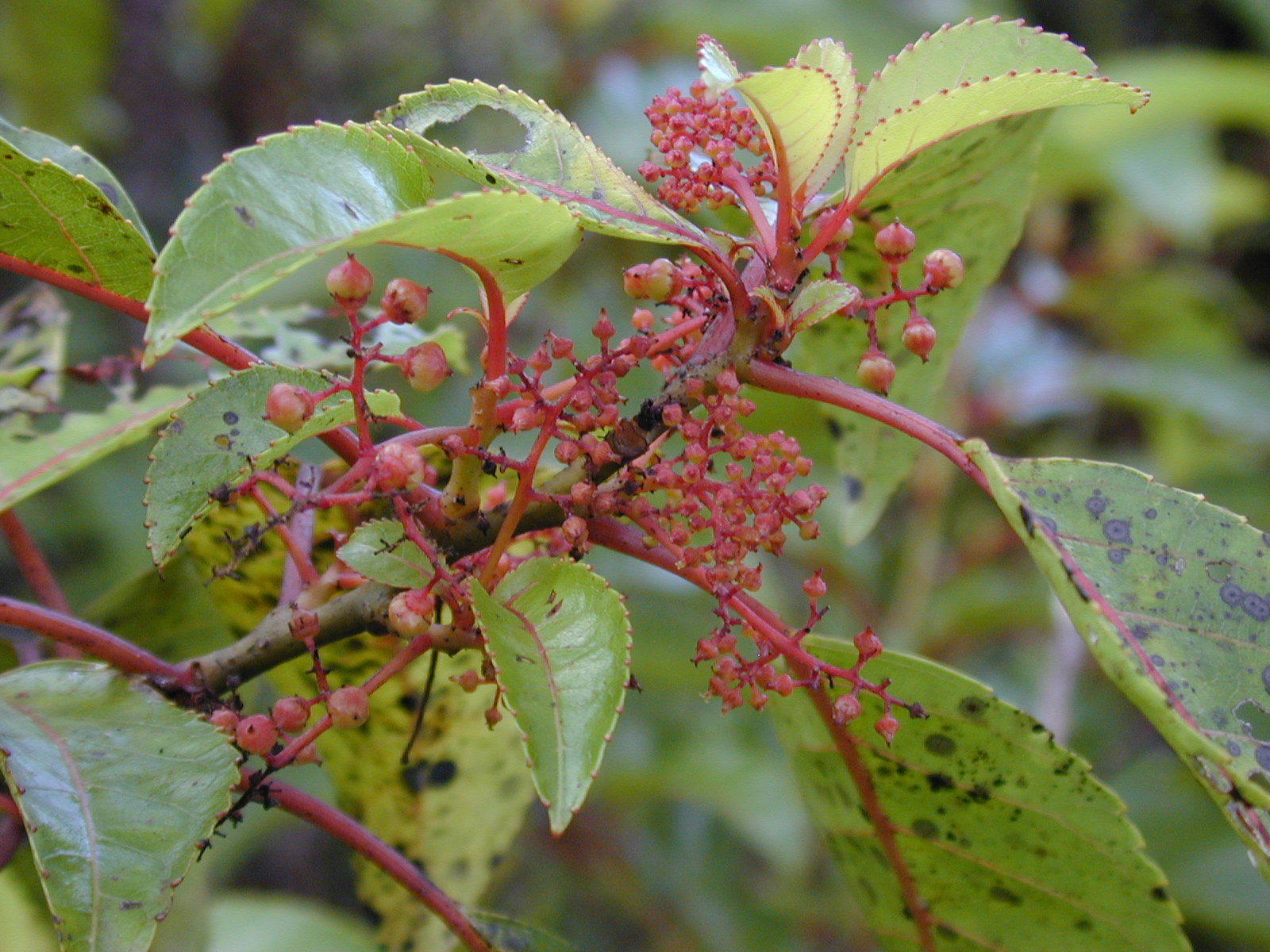
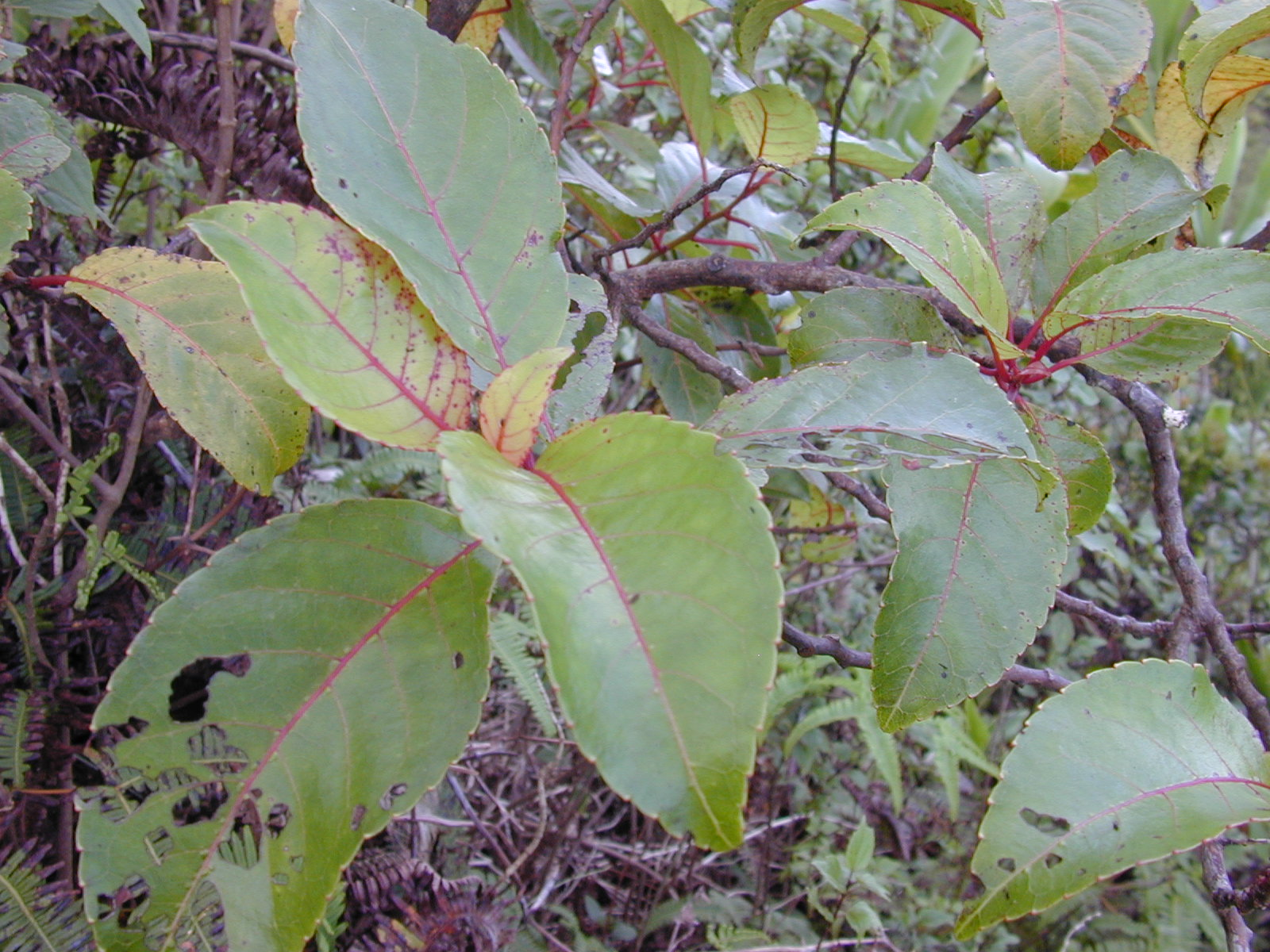